# Galantis (grup)
Galantis és un grup suec de música electrònica, format per Christian Karlsson i Linus Eklöw.
La seva principal discografia la formen Galantis EP (2014) i Pharmacy (2015), i són especialment coneguts pel seu tema Runaway (U & I), que va estar nominat als Premis Grammy del 2016.